# Blame It on Your Love
"Blame It on Your Love" é uma canção da cantora britânica Charli XCX com a rapper norte-americana Lizzo. Lançada em 15 de maio de 2019 como segundo single do álbum Charli (2019).

## Antecedentes
Em 13 de maio de 2019, Charli comentou através de suas redes sociais que Lizzo "está chegando esta semana", além de chamá-la de "rainha de tudo". Um dia depois, ele confirmou o título e a data de lançamento, publicando uma foto dela com Lizzo, que segura uma placa com a inscrição "Bout 2 Save Pop Music". A canção estreou em "Hottest Gravar no Mundo" na BBC Radio 1 em 15 de maio de 2019.
"Blame It on Your Love" é a versão original da música "Track 10", a faixa final da mixtape Pop 2 (2017) de Charli XCX.

## Vídeo musical
O videoclipe de "Blame It on Your Love" foi lançado em 13 de junho de 2019. Foi gravado em Nova York e dirigido por Bradley e Pablo.